# Secret Service
Secret Service (с англ. — «Тайная служба») — шведская поп-группа, основанная в 1979 году. В 1980-е годы группа приобрела широкую известность с хитами Oh Susie, Ten O'Clock Postman и Flash In The Night в ФРГ, Франции, а также в Японии и странах Южной Америки. Особую популярность группа снискала в СССР, вплоть до смерти в 2023 году Тима Норелла, клавишника группы и автора музыки подавляющего большинства песен, группа активно гастролировала по постсоветскому пространству.
Большинство песен группы было написано Тимом Нореллом (музыка) и Бьорном Хокансоном (тексты). Часть текстов написана вокалистом основного периода творчества группы Улой Хоканссоном под псевдонимом Oson, взятым из-за созвучия с фамилией основного автора текстов Бьорна Хокансона.

## История
История группы уходит корнями в 1960-е годы. Ула Хоканссон и Лейф Йоханссон в 1960-х годах были участниками шведской поп-группы Ola and The Janglers, где Хоканссон был вокалистом, а Йоханссон — барабанщиком. Предтечей Secret Service была любительская группа Ola, Frukt & Flingor, выпустившая четыре музыкальных альбома в период с 1972 по 1976 годы. В составе этой группы уже были Лейф Йоханссон, Ула Хоканссон, Тонни Линдберг и Ульф Вальберг, сформировавшие впоследствии Secret Service. Тим Норелл в интервью изданию «Аргументы и факты», вспоминая о появлении группы, рассказал следующее:
В конце 70-х годов я работал в школе учителем музыки, где познакомился с Ульфом Вальбергом, который также работал учителем музыки. Кроме того, Ульф подрабатывал тем, что печатал ноты уже изданных песен на машинке для одного издательства. Он предложил мне ему помогать, и мы стали печатать вместе. Ульф представил меня шефу этого издательства. Это был Ула Хоканссон. Я наиграл ему несколько своих мелодий, и Ула очень ими заинтересовался. Он заметил: «Тим, в твоих мелодиях есть что-то уникальное. Давай попробуем записать демо в студии со мной и моими друзьями?» Я согласился. Так и началась история группы Secret Service.
В 1979 году Тим Норелл, Ула Хоканссон, Тонни Линдберг и Ульф Вальберг (сформировав группу Ola+3) с песней Det känns som jag vandrar fram («Похоже, что я иду вперёд»), написанной Вальбергом, участвовали в шведском конкурсе Melodifestivalen 1979, являвшимся отбором участника от Швеции на конкурс «Евровидение». В отборе они не победили (заняли третье место, победу одержал Тед Гардестад с песней Satellite, занявший впоследствии на Евровидении-1979 17-е место), но решили продолжать творческое сотрудничество.
Одна из песен, выпущенных Ola+3 на пластинке, называлась Oh Susie (Bara vi two vet), написанная Тимом Нореллом и автором текстов Бьорном Хокансоном. После того, как два диск-жокея шведского Café Opera (Кристоф и Рикки) услышали песню, они посоветовали перевести её на английский язык, и песня была выпущена уже под названием Secret Service. Сингл Oh, Susie был выпущен в августе 1979 года и занял первое место в Швеции. После того, как Радио Люксембург начало ротировать Oh, Susie, вскоре он распространился по всему миру, и сингл стал хитом не только в Европе, но и в Южной Америке. Тим Норелл следующим образом высказался о первом успехе группы:
Первый наш взлёт был, когда вышла песня Oh Susie, которую я изначально написал на шведском языке для группы Ola+3 (впоследствии группа стала называться Secret Service). Тогда мне сказали, что если записать эту песню на английском, она станет мировым хитом. Мы так и сделали, после чего отправили на европейские радиостанции и дискотеки. В итоге песню стали крутить везде.
Мы не хотели быть очередной знаменитой шведской поп-группой. Наш издатель сказал: «Если вы хотите быть Secret (секретными), почему бы группу не назвать Secret Service?» Мы распечатали наклейки с одной единственной надписью Oh Susie. Я сам их расклеивал по всему Стокгольму. Была проделана действительно большая работа.

Спустя какое-то время по всей Швеции на радиостанциях и дискотеках стали крутить Oh Susie. Однако на тот момент никто не знал, кто мы такие. У меня был тогда псевдоним Hob/Gaga. Все песни выпускались под этим именем. То есть всё сохранялось «в полном секрете». Вскоре песня стала номером один не только в Швеции, но и во Франции, Германии, Бразилии, а также в других странах. Это был самый большой взлет в истории Secret Service.
Первый состав группы включал в себя Улу Хоканссона (вокал), Тима Норелла (клавиши), Ульфа Вальберга (клавиши, бэк-вокал), Тонни Линдберга (гитара), Лейфа Паулсена (бас-гитара) и Лейфа Йоханссона (барабаны). Впоследствии состав группы неоднократно менялся. В начале развития группы Тим Норелл, будучи автором практически всех мелодий песен Secret Service, не принимал участие в живых выступлениях и фотосессиях для альбомов вместе с остальными участниками группы. Впоследствии Норелл объяснял это большой занятостью.
Следующий сингл Ten O’Clock Postman занял четвёртое место в Западной Германии и четвёртое место в Японии.
После успеха сока-сингла Ye-Si-Ca в Колумбии группа отправилась в двухнедельный промо-тур по южноамериканскому континенту.
Для записи следующего альбома группа приобрела новое оборудование: у них появилась машина LinnDrum, которая на тот момент только прибыла в Швецию. Это привело к изменению звучания группы, и вскоре последовал еще один успех: сингл с третьего альбома Flash in the Night группы Cutting Corners, выпущенный в декабре 1981 года, попал в чарты по всей континентальной Европе и занял первое место во Франции и Португалии. В мае 1982 года Secret Service выпустили свой третий альбом Cutting Corners, а перед Рождеством был выпущен их первый альбом Greatest Hits. 14 января 1983 года в эфир ЦТ СССР вышла программа «Мелодии и ритмы зарубежной эстрады», в конце которой было показано выступление группы в программе «Пестрый котел» ТВ ГДР с песнями Flash in the Night и Ten O’Clock Postman, что привело к началу популярности группы и в СССР.
Альбом Jupiter Sign, выпущенный в 1984 году, ознаменовал новое направление для группы: переход от синтезаторов к использованию новых технологий, таких как семплированные звуки и секвенированные биты. Ула Хоканссон также взял на себя написание текстов под псевдонимом Осон.
На альбоме 1985 года When the Night Closes In и предшествующем его выходу сингле Night City группа начала эксперименты со стилем Hi-NRG. When the Night Closes In также стал последним альбомом, записанным в оригинальном составе. Шведский режиссёр Йонас Фрик снял видеоклипы на шесть песен с альбома. Альбом стал первым в дискографии Secret Service, официально выпущенным в СССР на виниловой пластинке фирмы «Мелодия».
В 1986 году Ула Хоканссон выпустил дуэт с бывшей участницей ABBA Агнетой Фельтског The Way You Are, который стал золотым в Швеции. Песня вышла на следующем альбоме группы, Aux Deux Magots.
Альбом Aux Deux Magots, выпущенный в ноябре 1987 года, был записан в составе, отличном от принимавшего участие в записи предыдущих альбомов. К 1987 году группу покинули басист Лейф Паулсен, барабанщик Лейф Йоханссон, гитарист Тонни Линдберг, а также основной автор текстов Бьёрн Хакансон. На записи альбома их заменили басист Матс А. Линдберг и клавишник Андерс Ханссон, а в качестве сессионных музыкантов были приглашены барабанщик Пер Хедтьярн и гитарист Улф Янссон (на фото к пластинке группы лишь Вальберг, Хоканссон, Ханссен и Линдберг). В числе авторов песен Aux Deux Magots появился Александр Бард из группы Army of Lovers. Инструментальная композиция, давшая название альбому, была задумана Нореллом после посещения французского кафе «Дё маго».
Вскоре после записи и выхода альбома пути участников группы расходятся, и в 1987 году группа впервые прекращает своё существование. Вокалист Ула Хоканссон потерял интерес к тому, чтобы быть певцом и фронтменом группы, и вместо этого продолжил писать песни и продюсировать других артистов — вместе с Тимом Нореллом и Александром Бардом из Army of Lovers он основал так называемое Megatrio, шведский эквивалент Stock-Aitken-Waterman, известный как «Норелл/Осон/Бард» (в рамках этого сотрудничества были написаны успешные песни для таких шведских исполнителей, как Lili & Susie, Tommy Nilsson, Jerry Williams и Ankie Bagger). Вальберг продолжил работать продюсером и автором песен и имел успех как у местных, так и у зарубежных исполнителей. В 1989 году он основал собственную компанию XTC Productions и занимался продвижением шведских артистов на международном музыкальном рынке. Он также открыл собственную профессиональную студию звукозаписи XTC Studios. В 1992 году Secret Service группа ненадолго воссоединилась и записала композицию Bring Heaven Down для шведского фильма Ha ett underbart liv, вошедшую впоследствии в сборник Top Secret Greatest Hits 2000 года, а также новую песню Destiny of Love. В качестве вокалиста выступил Ула Хоканссон. После этого Ула надолго отошёл от деятельности в группе, занявшись продюсированием.
В 1992 году Ула Хоканссон основал собственную компанию Stockholm Records, которая вошла в группу компаний Universal Music Sweden, успешно существует и сейчас, став «родной» студией для многих исполнителей из Скандинавии (A*Teens, The Cardigans, Юхан Ренк, Army of Lovers и других). Клиентом Stockholm Records является и техно-группа Antiloop, которая в 1997 году выпустила песни Secret Service Flash in the Night и Oh Susie в новых Antiloop Reconstruction версиях. Позже Хоканссон стал владельцем, председателем правления и управляющим директором основанной им звукозаписывающей компании TEN Music Group.
В 2000 году Stockholm Records выпустила сборник Top Secret Greatest Hits, включавшим как ремастерированные хиты группы прошлых лет, так и новые песни — The Sound of the Rain и Destiny of Love.

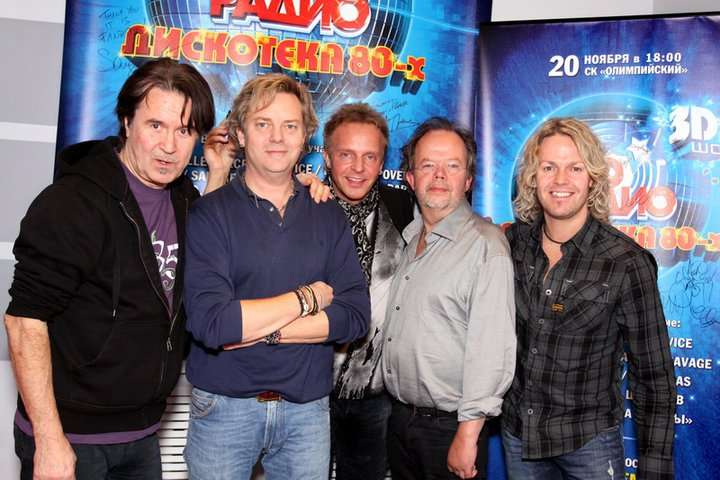
Обновлённый состав Secret Service после воссоединения группы на одном из концертов «Дискотеки 80-х». Второй справа — Тим Норелл, крайний слева — Ульф Вальберг

16 декабря 2006 года группа воссоединилась и, в обновлённом составе, с новым солистом Микаэлем Эрландссоном, приняла участие в фестивале «Легенды „Ретро FM“».
12 июня 2012 года был выпущен The Lost Box, седьмой студийный альбом группы с забытыми и неизданными записанными песнями 1980-х и начала 1990-х годов, такими как Different и Satellites.
В 2015 году Тим Норелл совместно со своей женой Леной Ефрон приступили к написанию мюзикла под названием Ten O’Clock Postman. Действие мюзикла происходит в СССР, но всё основано на мелодиях Secret Service. Это драма, происходившая в Ленинграде в начале 1980-х годов, рассказывающая о любви, ненависти, горе и счастье. Она включает в себя все хиты группы Secret Service. Мюзикл написан на шведском языке и переведён на русский.
В 2010-х группа активно гастролировала по РФ и постсоветскому пространству (в частности, принимала участие в ностальгических «Дискотеках 80-х») — Норелл, Вальберг и Матс Линдберг из старых составов, а также Андерс Ханссон и новый вокалист Микаэль Эрландссон. С осени 2018 года новым вокалистом стал Джон (Йохан) Бекер. Тим Норелл к тому времени впервые за много лет подготовил новый материал — так, в 2019 году, к 40-летию группы, был выпущен новый сингл Go On, в котором спели как Джон Бекер, так и Тим Норелл с Ульфом Вальбергом, в апреле 2020 года вышла песня Secret Mission, и началась активная работа по записи нового студийного альбома, который вышел 18 ноября 2022 года и называется Secret Mission. Восьмой и последний альбом группы содержит 10 новых песен, в том числе 2 инструментальных композиции — Café for Amur и In Memoriam (To Björn), последняя является данью уважения Бьорну Хокансону, автору текстов ранних песен Secret Service, который ушёл из жизни во время работы над песнями.
16 декабря 2023 года после года борьбы с онкологическим заболеванием Тим Норелл скончался в Стокгольме. В 2025 году запланировано переиздание всего каталога группы от лейбла Maschina Records. 
6 июня 2025 года на официальном ютуб-канале группы продюсер Дэн Сундквист сообщил о планирующемся выходе нового альбома Secret Service. По его словам, альбом будет состоять из десяти новых песен, написанных Тимом Нореллом, но не опубликованных при его жизни. С альбома вышло два сингла — «Never Get Over You» и «If I Wanna Love Somebody».

## Дискография

### Студийные альбомы
- Oh Susie (1979)
- Ye Si Ca (1981)
- Cutting Corners (1982)
- Jupiter Sign (1984)
- When The Night Closes In (1985)
- Aux Deux Magots (1987)
- The Lost Box (2012)
- Secret Mission (2022)

### Компиляции
- Greatest Hits (1982)
- Spotlight (1988)
- The Very Best Of Secret Service (1998)
- Top Secret — Greatest Hits (2000)
- En Popklassiker (2002)

### Синглы
- 1979 Oh, Susie (Швеция — № 1, Колумбия — № 1, Дания — № 1, Финляндия — № 4, Мальта — № 5, Норвегия — № 7, Германия — № 9)
- 1980 Ten O’Clock Postman (Дания — № 3, Германия — № 4, Япония — № 4, Австрия — № 8, Швеция — № 18)
- 1981 Ye-Si-Ca (Колумбия — № 1, Германия — № 5, Швеция — № 6, Дания — № 9, Норвегия — № 10, Австрия — № 11, Швейцария — № 17)
- 1981 L.A. Goodbye (Дания — № 11, Германия — № 16)
- 1982 Flash In The Night (Португалия — № 1, Финляндия — № 5, Норвегия — № 6, Швейцария — № 9, Дания — № 12, Швеция — № 12, Германия — № 23, Нидерланды — № 30)
- 1982 Cry Softly (Швейцария — № 8, Норвегия — № 10, Швеция — № 12, Германия — № 45)
- 1982 Dancing in Madness (Дания — № 10, Швеция — № 11)
- 1983 Jo-Anne, Jo-Anne
- 1984 Do It (Финляндия — № 5, Дания — № 22)
- 1984 How I Want You
- 1985 Let Us Dance Just A Little Bit More
- 1985 When The Night Closes In (Германия — № 51)
- 1985 Night City
- 1986 The Way You Are
- 1987 Say, Say
- 1988 I’m So, I’m So, I’m So (I’m So In Love With You)
- 1988 Don’t You Know, Don’t You Know (издавался только в Швеции)
- 1989 Megamix (издавался только в Швеции)
- 2000 The Dancer
- 2009 Different
- 2019 Go on
- 2020 Secret Mission
- 2021 Lit de parade
- 2022 Jane
- 2022 Mama tell me why
- 2022 You stole my heart
- 2022 Little Zhora
- 2023 Together we stand
- 2025 Never Get Over You
- 2025 If I Wanna Love Somebody

## Состав
Помечание: полужирным шрифтом выделены участники первоначального («золотого») состава группы.
Современный состав:
- Джон (Йохан) Бекер (род. 1971) — вокал, гитара
- Ульф Вальберг (род. 11 апреля 1951) — клавишные, бас, бэк-вокал, продюсер
- Фредрик Карнелл — бас-гитара
- Андерс Ханссон (род. 20 августа 1962) —  программирование, бас-гитара, ударные
- Джеми Боргер (род. 28 мая 1964) — ударные
- Ян Эрик Пернинг — ударные

 Бывшие участники:
- Тим Норелл (25 октября 1955 — 16 декабря 2023) — композитор, клавишные, бэк-вокал
- Ула Хоканссон (род. 24 марта 1945) — вокал
- Тонни Линдберг (5 декабря 1944 — 16 июня 2019) — гитара
- Лейф Йоханссон (род. 25 мая 1945) — ударные
- Лейф Паулсен (род. 2 августа 1945) — бас-гитара
- Матс Линдберг (род. 1955) — бас-гитара
- Микаэль Эрландссон (род. 1963) — вокал, гитара
- Бьорн Хокансон (12 декабря 1944 — 4 февраля 2022) — тексты песен